# Jonas en de walvis ('s-Hertogenbosch)

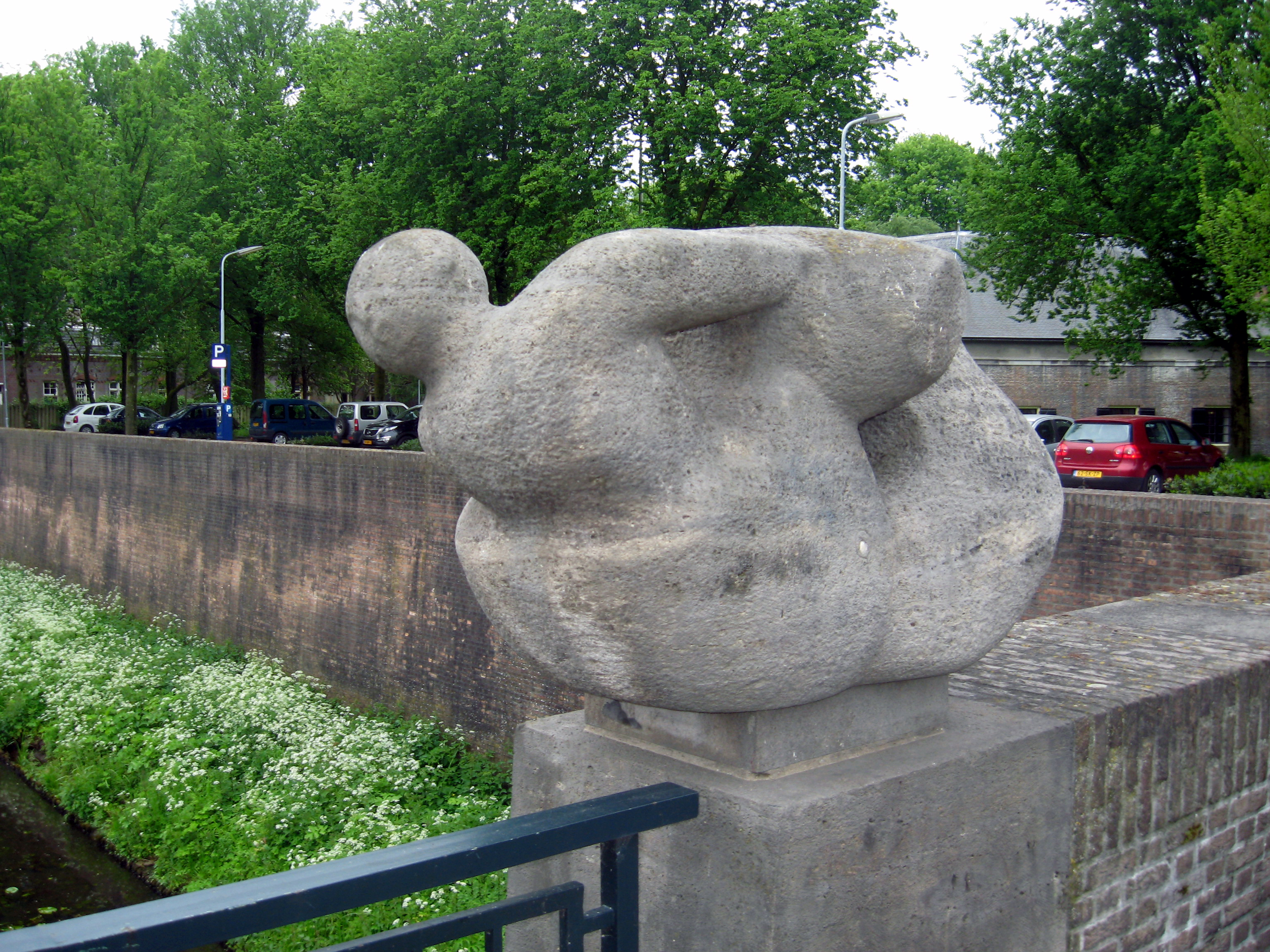
Jonas en de walvis.

Jonas en de Walvis is een beeld van Leo Geurtjens uit 1965.
Het beeld is een voorstelling van een verhaal uit het Bijbelboek Jona, waarin de profeet Jonas van God de opdracht krijgt om de mensen in Ninive te waarschuwen dat de stad binnen veertig dagen verwoest zou worden. Jonas weigerde dit en voer met zijn schip de andere kant op. Het schip werd door een storm overvallen en Jonas werd opgeslokt door een walvis. Wanneer Jonas wordt uitgespuwd door de walvis, besluit hij toch naar de stad te gaan om de mensen te waarschuwen.
Het beeld geeft een voorstelling van Jonas die door de walvis uitgespuwd wordt als een nieuw mens. Het staat op de Muntelbrug in 's-Hertogenbosch en is gemaakt van kalksteen, afkomstig uit de Moezel. Het beeld is in opdracht van de gemeente 's-Hertogenbosch gemaakt als symbool voor de zich vernieuwende stad. In 1964 ging immers de binnenstad op de schop. Een gedeelte van de Binnendieze werd gedempt en/of overkluisd.